# Pedro Taques de Almeida Pais Leme
Pedro Taques de Almeida Pais Leme (São Paulo, junho de 1714 — São  Paulo, 3 de março de 1777) foi um militar, genealogista, intelectual e historiador brasileiro.

## Biografia
Era filho de Bartolomeu e Leonor de Siqueira, sobrinho-neto de Fernão Dias Pais Leme e tetraneto de Brás Cubas. Sargento-mor, foi transferido para as minas de Goiás, onde foi encarregado de criar e organizar a cobrança de impostos, como a captação, os quintos do ouro e a derrama. De volta a São Paulo, foi nomeado guarda-mor das minas de ouro.
Viveu no contexto do ciclo do ouro do Brasil colonial (1700-1800).
Dentre suas obras, destacam-se a Nobiliarquia Paulistana Histórica e Genealógica (em três volumes) e a História da Capitania de São Vicente, referências obrigatórias em seus respectivos temas.
Escreveu, também, uma notícia histórica a respeito da expulsão dos jesuítas de São Paulo.